# Landesrabbinat Bamberg
Das Landesrabbinat Bamberg entstand 1658 als Organisationsform der jüdischen Bewohner im Hochstift Bamberg.
Die Schaffung eines Landesrabbinats unter Einbeziehung aller Schutzjuden des Hochstifts und den  ritterschaftlichen Orten wurde am 18. Februar 1619 unterzeichnet. Durch den Dreißigjährigen Krieg verzögerte sich die Umsetzung bis zum 1. August 1658. Nun wurde der Sitz des Landesrabbinats in Zeckendorf eingerichtet.
Das Landesrabbinat wurde mit dem Judenedikt von 1813 aufgehoben und die Organisation der Distriktsrabbinate geschaffen.

## Aufgaben
Durch die Gründung eines Landesrabbinats war es möglich geworden, gemeinschaftlich für die Abgaben zu sorgen. 1644 wurde die Höhe des Schutzgeldes einheitlich geregelt und auf 23 fl. (Gulden) pro Familie und Jahr festgesetzt. Das Schutzgeld wurde von den Landboten eingetrieben. Die Landboten waren Delegierte der Deputiertenversammlung der Landjudenschaft, der die Verantwortung für die Abgaben oblag.

## Gliederung
Das Landesrabbinat Bamberg war in fünf Kreise mit 25 Gemeinden eingeteilt:
- Kreis Bamberg-Stadt
- Kreis Gebürg
- Kreis Hagenbach
- Kreis Aischgrund
- Kreis Zeckendorf

## Landesrabbiner
- 1661 bis 1665 Samuel Meseritz
- von 1665 bis 1667 Moses Fürth (* 1667)
- ab 1667 Henoch Segal
- 1674 bis 1678 Henoch Levi